# Breaking Point (zespół muzyczny)
Breaking Point – amerykańska grupa muzyczna wykonująca takie gatunki jak hard rock czy nu metal.

## Historia
Zespół został założony w 1999 roku. Następnie dzięki znajomościom jednego z członków grpuy, zespół podpisał umowę z Wind Up Records. Dzięki czemu dwa lata później zespół wydał swój debiutancki album pt. „Coming of Age”. Tego samego roku z zespołu odszedł Jody Abbott, a jego miejsce zajął Aaron „Zeke” Dauner. W 2002 roku utwór „One of a Kind” znalazł się na komplikacji pt. „WWF Forceable Entry”, na której gościli natcy wykonawcy jak” Drowning Pool, Disturbed, Kid Rock, Limp Bizkit Marilyn Manson czy Rob Zombie. W 2005 ukazał się drugi studyjny album zespołu pt. „Beautiful Disorder”. W 2006 roku zespół odbył tournée po USA ze Scott-em Stapp-em. Od lipca 2007 roku gitarzysta grupy Justin Rimer stał się członkiem zespołu 12 Stones. Tego samego roku grupa zawiesiła działalność. W 2011 roku zespół wznowił działalność.

## Zespół
Skład zespołu
- Justin Rimer – gitara
- Brett Erickson – śpiew, gitara rytmiczna
- Greg Edmondson – gitara basowa
- Aaron „Zeke” Dauner – perkusja

Byli członkowie zespołu
- Jody Abbott – perkusja

## Dyskografia
Albumy studyjne
- Coming of Age (2001)
- Beautiful Disorder (2005)

Single
- „Coming of Age” (2001)
- „Brother” (2001)
- „One of a Kind” (2002)
- „Show Me a Sign” (2005)
- „All Messed Up” (2005)

Soundtrack
- High School Stories
- Dragon Ball Z: Lord Slug (2001) (utwór: „Coming of Age”)
- Król Skorpion (2002) (utwór: „27”)
- WWF Forceable Entry (2002) (utwór: „One of a Kind”)
- Dragonball Z: Cooler’s Revenge (2002) (utwóry: „Falling Down”, „Under”, „Phoenix”)
- Fantastyczna Czwórka (2005) (utwór: „Goodbye to You”)